# Pumpapaj
Pumpapaj är en dessertpaj, med en kryddad pumpabaserad puréfyllning, den serveras ofta med vispad grädde. Pumpan är en symbol för skördetiden och pumpapaj äts vanligtvis under hösten och början av vintern. I USA och Kanada bakas den vanligtvis till Thanksgiving samt andra festliga tillfällen då pumpan är i säsong. De pumpor som används till att göra pumpapaj är ofta mindre än Jack-o’-lantern-pumporna.

## Historik
Pumpan kommer ursprungligen från Nordamerika. Den exporterades dock tidigt till Frankrike och under 1600-talet kunde man finna recept på pumpapaj i engelska kokböcker, som i Hannah Woolleys The Gentlewoman's Companion (1675). Den engelska metoden för att bereda pumpan utvecklades dock annorlunda från den amerikanska.
Det var däremot inte förrän på 1800-talet som recept på pumpapajer dök upp i amerikanska kokböcker och först då började de bli en del av Thanksgiving-middagen. 

## I populärkultur
- John Greenleaf Whittier hyllade pumpapajen i sin dikt "The Pumpkin" (1850).
- I "Rockin' Around the Christmas Tree" lyder en del av texten: "Later we'll have some pumpkin pie/And we'll do some caroling".
- Låten "Sleigh Ride" refererar till en lycklig känsla "as they pass around the coffee and the pumpkin pie".